# Республика Наталь
Респу́блика Ната́ль (африк. Natalia Republiek) — государство буров, существовавшее с 1839 по 1843 годы в южной части нынешней провинции ЮАР Квазулу-Натал. Граничило с Капской колонией и государством зулусов.
Первые буры появились на территории Наталя в октябре 1837 года, после того, как началось переселение буров из Капской колонии на северо-восток; их возглавлял Пит Ретиф. Правитель зулусов, Дингане (также известный как Дингаан), сначала согласился выделить им землю и 4 февраля 1838 года подписал акт о передаче части своих владений бурам; но уже через 2 дня Ретиф и 66 его спутников были убиты по приказу Дингане. После этого зулусы начали уничтожать всех буров, находящихся в Натале, и в течение недели после гибели Ретифа убили около 600 человек; так началась война буров с зулусами. Вскоре на помощь бурам прибыло подкрепление, и в декабре отряд из 460 человек под командованием Андриса Преториуса направились во владения зулусов с целью отомстить. 16 декабря 1838 года они были атакованы отрядом из 10000 зулусов на реке Нкоме; произошла битва, известная как битва на Кровавой реке, в которой зулусы, не имеющие огнестрельного оружия и вооружённые только копьями, потеряли около 3000 человек, в то время как отряд Преториуса — ни одного человека. Зулусы были полностью разгромлены.
12 октября 1839 года была провозглашена республика Наталь, столицей которой стал Питермарицбург, названный так в честь убитых лидеров буров — Питера Ретифа и Герхарда Марица. Поселенцы отказались от идеи завоевания зулусов, оставив им территорию к северо-востоку от занятой бурами, известную как Зулуленд. Они заключили союз со сводным братом Дингане, Мпанде, и поддержали его в борьбе с Дингане за власть; вскоре Дингане был побеждён и погиб, а в январе 1840 года Мпанде, ставший новым королём зулусов, заключил союз с Наталем.
Буры объявили Наталь независимым государством, законодательным органом власти которого был фольксрад, состоящий из 24 членов; президент и правительство менялось каждые 3 месяца. Премьер-министром республики стал Преториус. Поселенцы заключили союз с двумя соседними общинами буров, обосновавшимися в Винбурге и Почефструме. Тем не менее, Великобритания отказалась признавать независимость нового государства; после длившихся несколько лет переговоров с британскими представителями власти Наталя согласились перейти под управление Британии. 4 мая 1843 года Наталь был провозглашён британской колонией, к которой вскоре был присоединён Зулуленд. Многие буры переселились на север, где основали Республику Трансвааль и Оранжевую республику; к концу 1843 года в Натале оставалось не более 500 голландских семей.

## История

### Появление европейских поселений и первые неудачи
Первых бурских эмигрантов, прибывших сюда, возглавлял Питер Ретиф (ок. 1780—1838 г.г.), гугенот по происхождению. Ранее он проживал на восточной границе Капской колонии и серьёзно пострадал в колониальных войнах. Пройдя почти через пустынные районы вверх, Ретиф прибыл в бухту в октябре 1837 года. Во время этого путешествия он выбрал место для столицы будущего государства, которое он задумал утвердить здесь. Он прибыл оттуда к Дингане, королю зулусов, с целью заключения договора об аренде этой территории голландскими фермерами. Дингаан согласился при условии, что буры за это вернут ему похищенный главой племени тлоква скот. Эту задачу Ретиф выполнил, и с помощью миссионера отца Ф. Оуэна, жившего в лачуге у Дингане, акт об аренде был составлен на английском языке и подписан Дингане и Ретифом 4 февраля 1838 года
Через два дня после подписания соглашения Ретиф и всё его окружение, 66 белых, кроме слуг-готтентотов, были предательски убиты по приказу Дингаана. Король зулусов приказал своим воинам убить всех буров, которые вошли в Наталь. Зулусские силы пересекли Тугелу в тот же день, и первые бурские отряды были уничтожены на месте, где сегодня стоит город Вэнен. Название переводится как «плач» или «плакать» — этот город назвали так, чтобы почтить погибших. Другие фермеры поспешно вооружились и смогли отразить нападение зулусов. Нападавшие получили серьёзные потери в битве у реки Бушменов. Однако через неделю после убийства Ретифа ещё 600 бурских мужчин, женщин и детей были убиты зулусами.
Английские поселенцы в бухте, узнав о нападении на буров, были полны решимости совершить акцию возмездия за убитых. Около 20 человек под командованием Роберта Биггара и в сопровождении 700 дружественных зулусов пересекли устье реки Тугела. В ожесточённом бою 17 апреля мощными силами противника англичане были разбиты, и только четыре европейца смогли вернуться в залив. Преследуемые зулусами, все жители Дурбана, которые выжили, вынуждены были на время спрятаться на судне, расположенном в гавани. После ухода зулусов менее 20 англичан вернулись жить в порт. Миссионеры, охотники и купцы вернулись к Кейптауну.
В то же время буры, которые отразили атаки зулусов на их фермы, присоединились к другим с Драконовых гор. И около 400 человек во главе с Хендриком Потгитером и Питом Ойсом пошли в поход на Дингане. Однако 11 апреля они натолкнулись на засаду зулусов и с трудом ушли от них. Но был убит сам Пит Ойс и его 15-летний сын Дирк, ехавший рядом с ним.

### Битва на Кровавой реке
Бурские фермеры оказались в ужасном положении, но до конца года получили подкрепление, и в декабре 460 человек во главе с бурским генералом Андрисом Преториусом провели акцию возмездия против зулусов. В воскресенье 16 декабря на реке Умслатос они подверглись нападению со стороны более чем 10 000 зулусов. Буры имели огнестрельное оружие, и в этом было их преимущество над зулусами. После трёхчасового боя зулусы были разбиты. Они потеряли три тысячи убитыми, в то время как из буров никто не погиб.

### Британцы в порту Наталь (ныне Дурбан)
Вернувшись на юг, Преториус и его отряды были удивлены, узнав, что Порт-Наталь был оккупирован 4 декабря 72-м горным отрядом, который был послан туда с Капской колонии. Фермеры-мигранты с согласия англичан в Порте-Натале в мае 1838 года выпустили воззвание о владении портом. Это произошло после пассивного разрешения губернатора Капской колонии (генерал-майора сэра Джорджа Нейпира), по которому эмигрантов приглашали вернуться в колонию, но при условии, если порт будет во владении британского военного флота. Закрепление оккупации порта британским правительством не имело целью превратить Наталь в британскую колонию — просто Англия хотела предотвратить создание независимой бурской республики на побережье из гавани. Пробыв в порту чуть больше года, горные отряды были выведены в канун Рождества 1839 года.

## Правительство республики Наталь

### Внутреннее устройство
Между тем буры основали Питермарицбург, названный в честь своего убитого лидера Пита Ретифа и умершего лидера Герхарда Марица, сделав город своей столицей и местом пребывания фольксрада. В то время бурское сообщество управляло делами с осторожностью и мудростью, чем создало крепкое государство. Но их нетерпение к контролю, исходившему от правительства, привело к катастрофическим последствиям. Законодательная власть существовала лишь номинально и была представлена фольксрадом (состоявшим из 24-х членов), в то время как президент и правительство менялись каждые три месяца. Но каждый раз даже по мелким вопросам созывались совещания «Het publiek», то есть всех тех, кто имел право голоса. На этих совещаниях принимали или отвергали решения, но на них зачастую творилась полная анархия.

### Территориальная политика
Хотя буры разбили зулусов в бою, те не были покорены или подчинены, поскольку они продолжали существовать в качестве отдельной группы со своим собственным правлением в пределах своей территории на севере и востоке, в районе, известном как Зулуленд. Буры сделали свою власть в Натале абсолютной, в то время когда они присоединились к Мпанде (Панде), сводному брату Дингаане, в его походе на короля зулусов. Дингаане был полностью разбит и вскоре погиб, Мпанде стал царём вместо него по протекции буров. Буры в союзе с Мпанде, новым королём, сохранили мир между бурами и зулусами, что позволило утвердить спокойствие и стабильность в республике Наталь.
Несмотря на своё неопределённое внутреннее положение, поселенцы планировали расширять территории. Они, будучи в символическом подчинении власти, поселились в Винбурге и Почефструме. Буры объявили себя свободным и независимым государством под названием «Республика Порт-Наталь и сопредельных территорий» в сентябре 1840 года и ждали от сэра Джорджа Нейпира в Капской колонии признания их независимости от Великобритании.
Сэр Джордж, не имея точных инструкций из Англии, не мог дать окончательного ответа, но он был благосклонен к фермерам Наталя. Это чувство было, однако, изменено тем, что он начал считать неоправданным нападение в декабре 1840 года на племя коса на юге Капской колонии. Через некоторое время он получил депешу из Лондона, что королева «не может признать независимость своих собственных подданных, однако что поселение торговцев и фермеров могут существовать на тех же условиях, что и любое другое британское поселение, то есть с расквартированием сил, для того чтобы исключить возможность вмешательства в дела республики Наталь или её включения во владения другого европейского государства». Об этом решении сэр Джордж сообщил фольксраду в сентябре 1841 года.

### Британское и голландское влияние
Согласно договорённости, буры могли легко получить преимущества самоуправления с учётом признания британского владычества, наряду с преимуществами военной защиты. Буры, однако, сильно возмущались, что они не смогут отказаться от британского гражданства, но за пределами британских владений они могли отбросить инициативы Нейпира.
Нейпир, следовательно, 2 декабря 1841 года издал воззвание, в котором заявил, что в результате отказа фермеров быть британскими подданными и их отношения к племени коса он намерен возобновить военную оккупацию Порт-Наталя. На это заявление ответил 21 февраля 1842 года Н. Бошофф (впоследствии президент Оранжевого Свободного государства). В этом ответе фермеры приписывали все свои беды одной причине, а именно — отсутствию представительного правительства. Также они протестовали против британской оккупации.
Инцидент, который произошёл сразу же после этих событий, побудил буров упираться в своём несогласии с Великобританией. В марте 1842 года голландское судно, отправленное Г. Г. Oхригом, купцом из Амстердама, который сочувствовал фермерам-мигрантам, достигло Порт-Наталя, и его капитан И. Смелекамп (человек, впоследствии сыгравший свою роль в ранней истории Трансвааля и Оранжевого Свободного государства) заключил договор с фольксрадом, который обеспечивал покровительство Нидерландов. Буры республики Наталь считали Нидерланды одной из великих держав Европы, которая способна помочь им в борьбе против Англии.

## Переход к колониальному статусу

### Инициатива Нейпира
Британское правительство ещё не определилось относительно своей политики по Наталю. В апреле 1842 года лорд Стэнли (затем 14-й граф Дерби), министр колоний, написал сэру Джорджу Нейпиру, что создание колонии у Наталя имеет малые выгоды и перспективы, но в то же время отметил, что претензии эмигрантов рассматривать их как независимое сообщество не могут быть приняты. Различные мероприятия были предложены, но они ещё больше ухудшили ситуацию.
Нейпир взял инициативу на себя и направил полковника Т. Чарльтона Смита с гарнизоном занять Порт-Наталь. Гарнизон прибыл 4 мая 1842 года, но натолкнулся на требования буров, что англичане должны уйти. Капитан Смит решили напасть на буров, прежде чем они смогли бы организовать дополнительную поддержку, которую они ожидали. В полночь на 23/24 мая британские войска атаковали хорошо защищённое село Конгела. Атака провалилась, и Смит вынужден был отступить в свой лагерь, где он был окружён 26 июня 1842 года. Но осада была снята с помощью сил подполковника А. Клоэ.

### Аннексия
Наконец, в знак уважения к назойливым просьбам сэра Джорджа Нейпира от 13 декабря, лорд Стэнли согласился на то, что Наталь станет британской колонией. Институты, насколько это возможно, должны были существовать в соответствии с пожеланиями народа, но основным условием было то, что они должны существовать на основе отсутствия дискриминации по отличиям цвета кожи, происхождения, языка или вероисповедания.
Сэр Джордж затем назначил Генри Клоэ (брата полковника Джосиаса Клоэ) специальным комиссаром для того, чтобы разъяснить фольксраду решение правительства. У натальских буров существовала сильная партия, которая решительно выступила против англичан, и она была усилена многочисленными бурскими отрядами, прибывшими из Винбурга и Почефструма. Комендант Ян Мокке из Винбурга (который помогал вести осаду капитана Смита в Дурбане) и другие лица «партии войны» пытались заставить фольксрад не принимать британский план. Они также создали план убийства Преториуса, Бошоффа и других лидеров, которые в то время считали, что единственный способ прекратить анархию в стране — это принятие британского подданства.

### Расширение колонии
В этих обстоятельствах задача сэра Генри Клоэ было одной из самых трудных. Он вёл себя очень тактично и успокоил жителей Винбурга и Почефструма, заявив, что северная граница Наталя будет пролегать по Драконовым горам. 8 августа 1843 года натальский фольксрад единогласно согласился на условия, предложенные лордом Стэнли. Многие буры, которые не признали британского правления, перешли горы, и на новых местах появились Оранжевое Свободное государство и Трансвааль. В конце 1843 года в Натале оставалось не более 500 голландских семей.
Клоэ, прежде чем вернуться в Кейптаун, посетил Мпанде и получил от него ценную уступку. До сих пор река Тугела от истока до устья была границей между Наталем и Зулулендом. Мпанде отдал Наталю всю территорию между реками Буффало и Тугела.

### Последствия
Провозглашённая британской колонией Наталь в 1843 году, она стала частью Капской колонии в 1844 году. Однако она не была колонией фактически до конца 1845 года, пока не было установлено эффективное правление во главе с вице-губернатором Мартином Уэстом, Наталь стал одной из четырёх главных провинций Южной Африки. Сегодня здесь существует провинция Квазулу-Натал. В этой провинции, как и раньше, проживают зулусы, но здесь также существует многочисленное индусское меньшинство. Белые африканеры и потомки британских поселенцев живут на севере, преимущественно в городах.